# Bordin Phala
Bordin Phala (en tailandés: บดินทร์ ผาลา, Ubon Ratchathani, Tailandia, 18 de diciembre de 1994) es un futbolista de Tailandia que juega en la posición de extremo con el Port FC de la Liga de Tailandia desde el año 2018.

## Carrera

### Club
| Periodo   | Club                |
| --------- | ------------------- |
| 2014-2016 | Bangkok Glass FC    |
| 2016      | Chiangrai United FC |
| 2017      | Buriram United FC   |
| 2018-     | Port FC             |

### Selección nacional
Debutó con Tailandia el 6 de junio de 2017 en la derrota por 0-2 ante Uzbekistán en un partido amistoso y su primer gol internacional lo anotó el 29 de diciembre de 2021 en la victoria por 4-0 sobre Indonesia en la final del Campeonato de la AFF 2020. También participó en la Copa Asiática 2023.

## Palmarés

### Club
- Liga de Tailandia (1): 2017
- Copa FA de Tailandia (2): 2014, 2019
- Piala Presiden (1) : 2025

### Selección nacional
- Campeonato de Fútbol de la Asociación de Naciones del Sudeste Asiático (2): 2020, 2022
- King's Cup (2): 2016, 2017

### Individual
- Mejor jugador de la Piala Presiden: 2025.[3]